# Norbert Strassberg

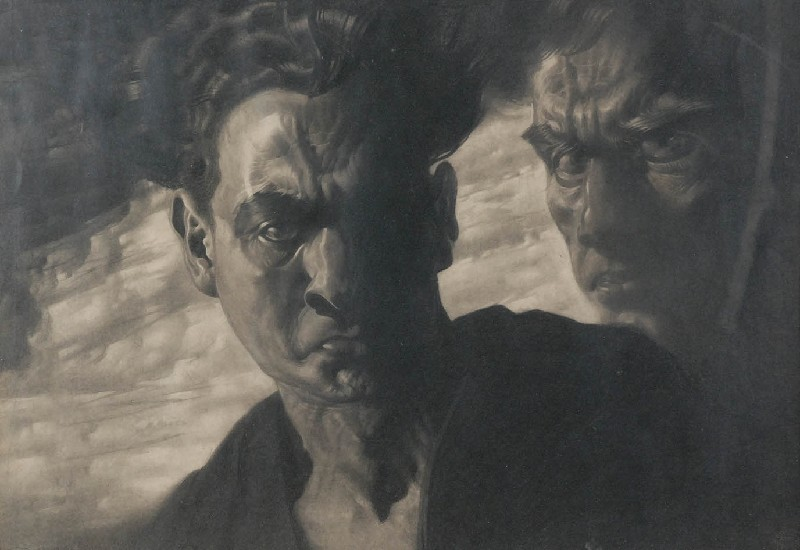
Filozof i jego uczeń, 1931

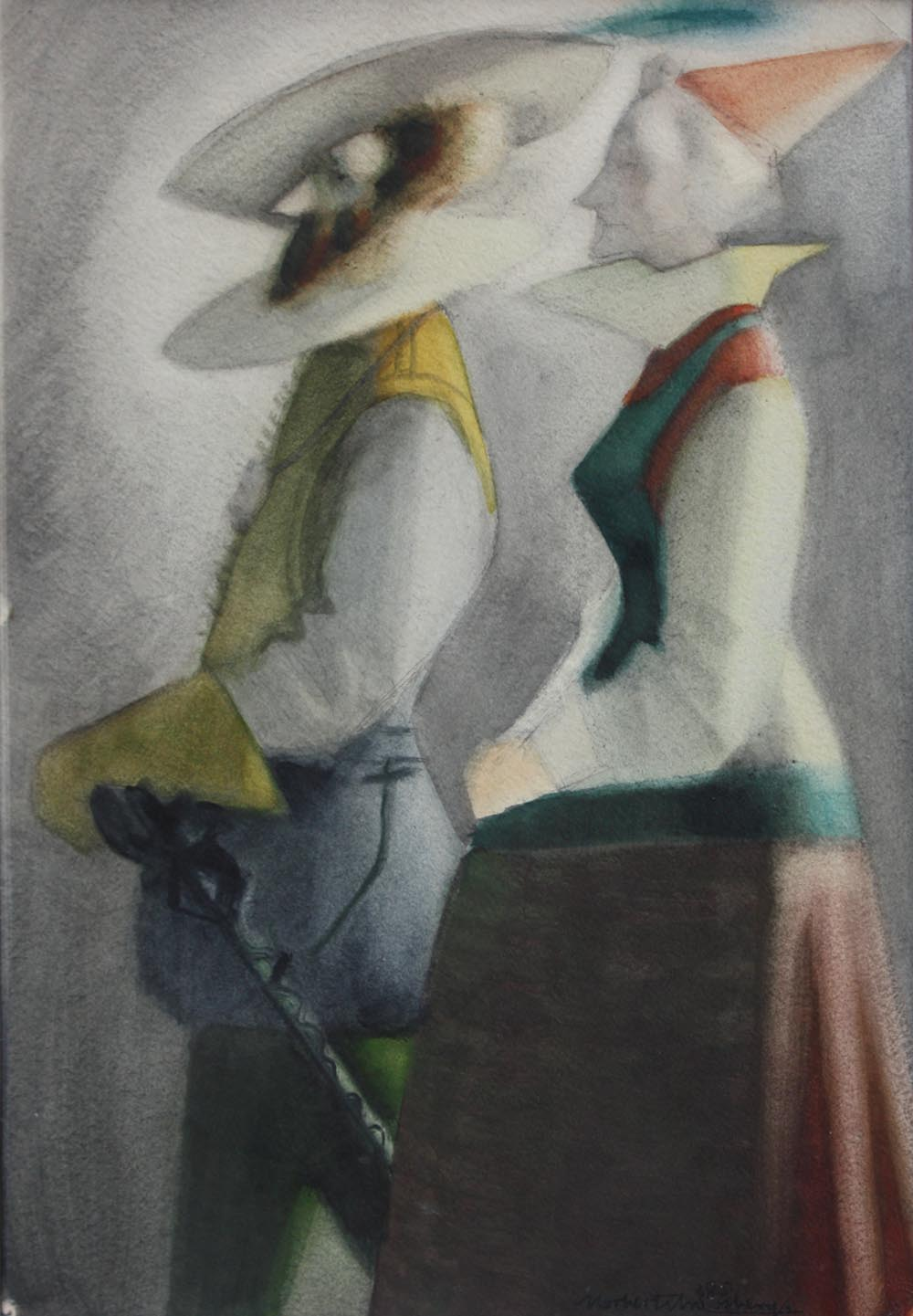
Para renesansowa

Norbert Strassberg (ur. w 1912 we Lwowie, zm. w 1941 w Czardżou lub Lwowie) – polski grafik pochodzenia żydowskiego, malarz, członek grupy Szczep Rogate Serce.

## Życiorys
Kształcił się w Szkole Przemysłowej we Lwowie, gdzie spotkał się z opieką i wsparciem Kazimierza Sichulskiego, oraz w tamtejszej wolnej Akademii Sztuk Pięknych. Nie ukończył żadnej z tych placówek, w 1928 bowiem rodzina Strassbergów przeniosła się ze Lwowa na krakowskie Podgórze. Jego ojciec był krawcem i otworzył tam zakład.
Kiedy o jego plastycznym talencie dowiedział się rzeźbiarz i malarz Stanisław Szukalski i chciał zrobić go swoim uczniem, musiał osobiście udać się do zakładu na Podgórzu, żeby przekonać niechętnego ojca. Norbert po latach tak wspominał to zdarzenie: Ojciec nie od razu zrozumiał, dlaczego tak wielki puryc interesuje się jego głupim synem. „Co to za talent, jaki tam talent, czy z tego można żyć?! Norbert powinien zostać krawcem i objąć potem klientelę ojca, a jeśli nie ma powołania na krawca, to niech się uczy na fryzjera – też piękny zawód. Czy ma zostać malarzem tylko dlatego, że bazgrze na wszystkich parkanach i rysuje na każdym czystym kawałku papieru? (...) Najlepszy obraz nie umywa się do porządnie skrojonej pary spodni.” W rezultacie jednak został członkiem grupy artystycznej Szczep Szuklaszczyków herbu Rogate Serce. Ze względu na swoje pochodzenie jako jedyny nie przyjął słowiańskiego przydomka. Choć artystycznie i warsztatowo pozostawał pod wielkim wpływem Szukalskiego, to tematem jego twórczości była kultura i tradycja żydowska.
Ok. 1932 wystąpił ze Szczepu i dołączył do Zrzeszenia Żydowskich Artystów Malarzy i Rzeźbiarzy, z którym wystawiał przez dwa kolejne lata. Jego sytuacja materialna była bardzo niedobra. Koledzy-malarze starali się o pomoc i stypendium dla niego. W 1936, kiedy Szukalski ponownie przyjechał do Polski, młody artysta powrócił na łono Szczepu i wziął udział w ostatnich wystawach grupy w Warszawie, Katowicach i Krakowie. Później przeprowadził się do Lwowa. Po wybuchu II wojny światowej został powołany do Armii Czerwonej. Po zwolnieniu z niej trafił na Ural. Stamtąd w poszukiwaniu delegatury organizującego się wojska polskiego dotarł schorowany i wyczerpany do Taszkientu w 1941. Tu ślad się po nim urywa, prawdopodobnie niedługo później zginął, wywieziony przez Kagan do Czardżou.

## Twórczość
Z jego licznej twórczości rysunkowej, graficznej i malarskiej – do 1935 stworzył ok. 1,5 tysiąca prac – zachowało się zaledwie kilkadziesiąt dzieł.

### Prace
- Potop
- Król Saul
- Praojciec Abraham
- Józef namiestnik Egiptu
- Faraon w plagach
- Wiekuistość
- Bóg Ojciec
- Żyd, wieczny tułacz
- Ewa
- Tora
- Judasz
- Hilel
- Ekstaza
- Filozof i jego uczeń
- Para renesansowa

## Uwaga
1. ↑  Historyk Lechosław Lameński podaje, że Norbert Strassberg został zabity przez Niemców w czasie likwidacji getta we Lwowie w 1941[3].